# Romuald Cebertowicz
Romuald Adam Cebertowicz (ur. 7 lutego 1897 w Głownie, zm. 14 stycznia 1981 w Łodzi) – polski hydrotechnik, poseł na Sejm PRL I kadencji (1952–1956), członek Ogólnopolskiego Komitetu Frontu Jedności Narodu w 1958 roku.

## Życiorys

### Dzieciństwo i młodość
Syn Adama, naczelnika poczty w Głownie. W wieku siedmiu lat rozpoczął naukę w miejscowej szkole powszechnej, gdzie zetknął się z ogromnym patriotyzmem nauczycieli. Wiosną 1905 r. w szkółce doszło do wybuchu strajku szkolnego, do którego przyłączył się ośmioletni Romuald Cebertowicz. Młodzież protestowała przeciwko rusyfikacji. Wydarzenia te zakłóciły spokój miasteczka, obeszło się jednak bez represji, gdyż władze rosyjskie przerwały śledztwo i sprawę zatuszowały.
Po ukończeniu w 1907 r. głowieńskiej szkółki rodzice wysłali syna do polskiej Szkoły Handlowej w Łowiczu. Tu również spotkał się z atmosferą polskości. Szkoła reprezentowała wysoki poziom nauczania, lecz o patriotyzmie nauczycieli i uczniów (nauka patriotycznych pieśni, musztra wojskowa, odśpiewanie w kolegiacie „Boże coś Polskę…”) dowiedziały się władze carskie i w 1912 roku zamknęły placówkę. Cebertowicz został przeniesiony do prywatnej szkoły Radomskiego w Zduńskiej Woli, a po jej ukończeniu kontynuował naukę w rosyjskiej Szkole Realnej w Łowiczu ponieważ dawała ona tzw. uprawnienia, czyli wstęp na studia.
Podczas I wojny Kontynuował naukę w reaktywowanej II Warszawskiej Szkole Realnej i w 1916 r. uzyskał maturę. Następnie zaczął uczęszczać do klasy przygotowującej kandydatów na studia wyższe. W 1917 r. rozpoczął studia na Wydziale Inżynierii Politechniki Ryskiej, ewakuowanej do Moskwy. W trakcie studiów został przyjęty do Korporacji Akademickiej Welecja. Tu zastał go wybuch rewolucji październikowej. Walczył w ochotniczym oddziale saperskim, potem skierowany został do służby wartowniczej.
7 lutego 1919 r. wraz z rodziną powrócił do kraju.
Rozpoczął pracę jako sekretarz głowieńskiego Magistratu i kontynuował przerwane studia na Wydziale Inżynierii Politechniki Warszawskiej.

### Praca zawodowa
Profesor Politechniki Gdańskiej (1949–1967) i członek PAN (członek korespondent od 1952, członek rzeczywisty od 1980); w latach 1947–1965 był pierwszym kierownikiem Katedry Hydrauliki i Hydrologii na Wydziale Inżynierii Środowiska Politechniki Gdańskiej. W pracy naukowej zajmował się hydromechaniką i mechaniką gruntów, fundamentowaniem, budowlami wodnymi oraz konserwacją zabytków; twórca elektroiniekcyjnej metody zeskalania gruntów (cebertyzacja).
W 1952 objął na cztery lata mandat posła na Sejm I kadencji w okręgu Gdańsk. Zasiadał w Komisji Spraw Zagranicznych. Od 1962 był członkiem Ogólnopolskiego Komitetu Pokoju.
Często odwiedzał rodzinne miasto oraz aktywnie uczestniczył w jego życiu kulturalnym. Zmarł w Łodzi, gdzie mieszkał pod koniec życia. Jednak zgodnie z ostatnią wolą został pochowany 19 stycznia 1981 na cmentarzu w Głownie. W pogrzebie uczestniczyli przedstawiciele nauki, a wśród nich sekretarz naukowy PAN prof. Zdzisław Kaczmarek.
Odznaczony Złotym Krzyżem Zasługi (1949), Orderem Sztandaru Pracy II klasy (1951), Krzyżem Komandorskim Orderu Odrodzenia Polski (1954), Medalem 10-lecia Polski Ludowej (1955), Orderem Budowniczych Polski Ludowej (1972) oraz Medalem "20-lecia Światową Radę Pokoju" (1969).
Jego imię noszą: Zespół Szkół Nr 1 w Głownie, Zespół Szkół Zawodowych nr 9 w Gdańsku, ulica w Malborku, oraz ulica w gdańskiej dzielnicy Chełm.
W 2003 został uhonorowany tytułem Honorowego Obywatela Miasta Głowna.

## Życie prywatne
Ojciec gdyńskiej graficzki Halszki Żukowskiej i dziadek profesora fizyki na Uniwersytecie Gdańskim, Marka Żukowskiego.